# معاملة المثليين في بالاو
يواجه الأشخاص من المثليين والمثليات ومزدوجي التوجه الجنسي والمتحولين جنسياً (اختصاراً: LGBT) في بالاو تحديات قانونية لا يواجهها غيرهم من المغايرين جنسيا. أصبحت المثلية الجنسية قانونية منذ 23 يوليو 2014، عندما دخل قانون العقوبات الحالي حيز التتفيذ، لكن المنازل التي يعيش فيها الشركاء المثليون غير مؤهلة للحصول على نفس الحماية القانونية المتاحة للأزواج المغايرين، حيث لايسمح بزواج المثليين ولا بالاتحادات المدنية لا تملك البلاد أي قوانين تحمي الأشخاص المثليين من التمييز.
في عام 2011، وقعت بالاو البيان المشترك بشأن إنهاء أعمال العنف وانتهاكات حقوق الإنسان ذات الصلة القائمة على التوجه الجنسي والهوية الجندرية في الأمم المتحدة، التي تدين العنف والتمييز ضد المثليين.

## قانونية النشاط الجنسي المثلي
بعد توصيات من بلدان أخرى في المراجعة الدورية الشاملة في أكتوبر/تشرين الأول 2011، وعدت حكومة بالاو بالإلغاء الكامل لتجريم المثلية الجنسية. في أبريل 2014، وقع الرئيس تومي ريمنغيساو على قانون العقوبات الجديد، والذي لا يحتوي على أحكام تحظر ممارسة الجنس بالتراضي بين المثليين من الذكور. دخل قانون العقوبات حيز التنفيذ في 23 يوليو 2014.
في السابق، كان النشاط الجنسي المثلي بين الذكور غير قانوني ويعاقب عليه بالسجن لمدة تصل إلى عشر سنوات؛ ومع ذلك، كان النشاط الجنسي المثلي بين الإناث قانونيا.

## الاعتراف القانوني بالعلاقات المثلية
يعرف دستور بالاو الزواج كاتحاد بين الرجل والمرأة. تمت إضافة حظر زواج المثليين إلى الدستور في عام 2008. وكان الحظر من بين 22 تعديلا تم تمريرها خلال استفتاء في 4 نوفمبر 2008.

## ظروف الحياة
قد يستاء بعض المارة من مظاهر الود العلنية بين الشركاء المثليين.
في البالاوية، تشير مصطلحات "mengol a otaor" (التي تترجم حرفيًا لحمل الأخشاب الطافية الكبيرة) و "menga tuu" (آكل الموز) إلى الرجال المثليين. وتعتبر هذه المصطلحات مهينة وتحقيرية.
يختار العديد من مواطني بالاو الهجرة إلى غوام المجاورة أو الولايات المتحدة بسبب الرفض المجتمعي الذي قد يواجهونه في بلدهم.

## ملخص
| قانونية النشاط الجنسي المثلي                                                             | منذ عام 2014)                                    |
| المساواة في السن القانوني للنشاط الجنسي                                                  | (منذ عام 2014)                                   |
| قوانين مكافحة التمييز في التوظيف                                                         | No                                               |
| قوانين مكافحة التمييز في توفير السلع والخدمات                                            | No                                               |
| قوانين مكافحة التمييز في جميع المجالات الأخرى (تتضمن التمييز غير المباشر، خطاب الكراهية) | No                                               |
| قوانين جرائم الكراهية تشمل التوجه الجنسي والهوية الجندرية                                | No                                               |
| زواج المثليين                                                                            | (زواج المثليين محظور دستوريا منذ عام 2008)       |
| الاعتراف القانوني بالعلاقات المثلية                                                      | No                                               |
| تبني أحد الشريكين للطفل البيولوجي للشريك الآخر                                           | No                                               |
| التبني المشترك للأزواج المثليين                                                          | No                                               |
| يسمح للمثليين والمثليات ومزدوجي التوجه الجنسي بالخدمة علناً في القوات المسلحة             | دولة بدون جيش                                    |
| الحق بتغيير الجنس القانوني                                                               | No                                               |
| علاج التحويل محظور على القاصرين                                                          | No                                               |
| الحصول على أطفال أنابيب للمثليات                                                         | No                                               |
| الأمومة التلقائية للطفل بعد الولادة                                                      | No                                               |
| تأجير الأرحام التجاري للأزواج المثليين من الذكور                                         | (محظور لجميع الأزواج بغض النظر عن التوجه الجنسي) |
| السماح للرجال الذين مارسوا الجنس الشرجي بالتبرع بالدم                                    | No                                               |